# Dipartimento di Jáchal
Jáchal è un dipartimento argentino, situato a nord della provincia di San Juan, con capoluogo San José de Jáchal.
Esso confina a nord con la provincia di La Rioja, a est con il dipartimento di Valle Fértil, a sud con i dipartimenti di Ullum, Albardón, Angaco e Caucete; e a ovest con il dipartimento di Iglesia.
Secondo il censimento del 2001, su un territorio di 14.749 km², la popolazione ammontava a 21.018 abitanti.
Dal punto di vista amministrativo, il dipartimento consta di un unico municipio, che copre tutto il territorio dipartimentale, suddiviso in diverse localidades:
- El Fiscal
- El Médano
- Gran China
- Huaco
- La Falda
- Mogna
- Niquivil
- Pampa Vieja
- San Isidro
- San José de Jáchal, sede municipale
- Tamberías
- Villa Malvinas Argentinas
- Villa Mercedes